# Sylvisorex isabellae
Sylvisorex isabellae är en däggdjursart som beskrevs av Heim de Balsac 1968. Sylvisorex isabellae ingår i släktet Sylvisorex och familjen näbbmöss. IUCN kategoriserar arten globalt som starkt hotad. Inga underarter finns listade i Catalogue of Life.
Arten är känd från ön Bioko (Ekvatorialguinea) och från norra Kamerun. Den lever i låglandet och i bergstrakter upp till 2000 meter över havet. Habitatet utgörs av fuktiga skogar samt av bergsängar.
Denna näbbmus når en kroppslängd (huvud och bål) av 54 till 63 mm, en svanslängd av 54 till 59 mm och en vikt av 5,5 till 9 g. Bakfötterna är 10 till 13 mm långa och öronen är 8 till 9 mm stora.